# NGC 6688
NGC 6688 is een spiraalvormig sterrenstelsel in het sterrenbeeld Lier. Het hemelobject werd op 3 augustus 1864 ontdekt door de Duitse astronoom Albert Marth.

## Synoniemen
- UGC 11324
- MCG 6-41-15
- ZWG 201.27
- PGC 62242